# Audressein
Audressein település Franciaországban, Ariège megyében. Lakosainak száma 146 fő (2022. január 1.). Audressein Argein, Arrout, Castillon-en-Couserans, Cescau, Salsein, Sor és Bordes-Uchentein községekkel határos.

## Népesség
A település népességének változása:
| Lakosok száma | 150  | 123  | 121  | 118  | 124  | 139  | 139  | 147  | 151  | 146  |
|               | 1968 | 1982 | 1990 | 2006 | 2013 | 2015 | 2017 | 2019 | 2020 | 2022 |